# Sk8er Boi
Sk8er Boi è un singolo della cantautrice canadese Avril Lavigne, pubblicato il 10 agosto 2002 come secondo estratto dal primo album in studio Let Go.

## Descrizione
Sk8er Boi è scritto da Avril Lavigne, e dai The Matrix (Lauren Christy, Graham Edwards e Scott Spock) a Los Angeles nel 2001 quando l'artista canadese si era trasferita da New York. Il singolo è stato quello con il quale la cantautrice ha confermato il successo del brano precedente (Complicated) e lancia definitivamente il suo primo album Let Go. Pur rimanendo in ambito mainstream questo brano è caratterizzato dall'uso accentuato dalle chitarre elettriche che ne danno un'atmosfera che va verso il rock puro.

## Promozione
Il singolo viene pubblicato il 28 ottobre 2002 in Australia e il 23 dicembre dello stesso anno in Italia (altre date di pubblicazione non sono reperibili).
Sk8er Boi ha vinto innumerevoli premi, ed è stato venduto in 2 400 000 copie. Si è aggiudicato una nomina ai Grammy Awards 2003 per la Miglior esibizione rock femminile. La canzone, da un sondaggio condotto dalla British Telecom, è stata eletta come il terzo "Miglior Video Del Decennio". La canzone è inclusa nel gioco SingStar Radio 105 della PlayStation 2.
Nel 2003, la Paramount Pictures ha scelto il brano per un adattamento cinematografico. Nell'aprile 2008 si conferma che la produzione del film è stata abbandonata. Tuttavia, a dicembre 2021, a distanza di 18 anni dall’idea originale del film, la cantante conferma che l’idea finalmente vedrà la luce prossimamente.

## Video musicale
Il video, diretto da Francis Lawrence, è stato girato tra il 27 e il 28 luglio 2002 a Los Angeles. Jeremy Heisler ha il ruolo dello "Sk8er boi".
Il video si apre con un ragazzo che si cala con una fune da un edificio e atterra sull'asfalto coperto di bombolette spray. Poi si vede un altro ragazzo aprire il suo computer, che ha come sfondo una stella rossa. Altri ragazzi cercano in tutti i modi di pubblicizzare il simbolo, che sembra essere il logo di un importante evento: chi appendendo dei manifesti, chi disegnando con le bombolette spray una stella rossa sull'asfalto.
La prima strofa comincia con Avril che canta vestita da skater su un divano. Indossa una t-shirt verde con sopra una cravatta a strisce rosse e blu, dei pantaloni blu, un cappellino blu anch'esso e al braccio tanti bracciali neri, la maggior parte borchiati. Successivamente vengono inquadrati un ragazzo sulla bici e una ragazza in macchina. Il ragazzo la riprende con la telecamera mentre sorride,  perciò si capisce che il ragazzo è innamorato. La scena si interrompe con un'altra ragazza che, aggrappata ad un amico sulla sua bici, distribuisce, o meglio lancia ai passanti, dei volantini con inciso sopra sempre il simbolo della band. L'ultima scena prima del ritornello inquadra un ragazzo con una bibita in mano raffigurante la stella rossa.
La prima scena del ritornello raffigura Avril in bicicletta, seguita dalla sua band sullo skate che percorre un corridoio e scende le scale, per arrivare in un garage. Si vede la band caricare gli strumenti nel bagagliaio e successivamente entrare in macchina. Il gruppo si avvia verso il luogo scelto per il concerto: un punto della strada su cui è stata disegnata la stella rossa. Il concerto si apre con Avril che sale sulla macchina, impugna un microfono e comincia a cantare, seguita dalla sua band. Immediatamente centinaia di persone accorrono per assistere allo spettacolo. Ad un certo punto la folla si scatena, a tal punto da essere vista e sentita dalla polizia che, con tanto di elicottero, subentra per calmarla. Il video si conclude con Avril che guarda l'elicottero.
Il video ha ricevuto una nomination come Miglior video pop agli MTV Video Music Awards 2003.

## Tracce
1. Sk8er Boy – 3:23
2. Get Over It – 3:27
3. Nobody's Fool (Live in Vancouver 22 dicembre 2002 allo Z95.3 FM Radio Show) – 3:58
4. Sk8er Boi Video (prodotto da Cindy Becker e diretto da Francis Lawrence)

versione australiana
1. Sk8er Boy – 3:23
2. Get Over It – 3:27
3. Nobody's Fool (Live in Vancouver 22 dicembre 2002 allo Z95.3 FM Radio Show) – 3:58

## Classifiche
| Classifica (2002/2003) | Posizione massima |
| ---------------------- | ----------------- |
| Australia              | 3                 |
| Austria                | 7                 |
| Belgio (Fiandre)       | 7                 |
| Belgio (Vallonia)      | 23                |
| Canada                 | 29                |
| Danimarca              | 11                |
| Francia                | 28                |
| Germania               | 18                |
| Irlanda                | 3                 |
| Italia                 | 8                 |
| Norvegia               | 14                |
| Nuova Zelanda          | 2                 |
| Paesi Bassi            | 11                |
| Regno Unito            | 8                 |
| Stati Uniti            | 10                |
| Stati Uniti (Pop)      | 1                 |
| Svezia                 | 12                |
| Svizzera               | 17                |

### Classifiche di fine anno
| Classifica (2002) | Posizione |
| ----------------- | --------- |
| Australia         | 38        |
| Stati Uniti       | 96        |
| Classifica (2003) | Posizione |
| Australia         | 86        |
| Austria           | 52        |
| Paesi Bassi       | 79        |